# ديجاو
رودريغو سيلفا جونيور بولا (ديجاو) (بالإنجليزية: Rodrigo Júnior Paula Silva)‏، من مواليد السابع من مايو 1988 م لاعب كرة قدم برازيلي في قلب الدفاع انتقل لنادي الهلال بداية عام 2014 م قادماً من فلومنينسي البرازيل وفي عام 2016 انتقل إلى نادي الشارقة الإماراتي، يتميز ديجاو بالقوة البدنية والروح القتالية داخل الملعب ويعتبر من أفضل المدافعين الذين مروا على نادي الهلال السعودي بعد مرور عام فقط أصبح لديه الكثير من المعجبين وأصبح مطلباً اساسياَ في النادي لمستواه العالي، إنجازات ديجاو مع فلومنينسي هي الدوري البرازيلي مرتين عامي 2010 - 2012 م اما مع نادي الهلال المركز الثاني بدوري ابطال اسيا وتحقيق بطولة كأس خادم الحرمين الشريفين 2015 وكأس السوبر 2015 و لعب بعد الهلال مع نادي الشارقة .

## روابط خارجية
- ديجاو على موقع قاعدة بيانات كرة القدم.إي يو (الإنجليزية)
- ديجاو على موقع Soccerway.com (الإنجليزية)